# Gecko rayé de Poum
Espèce
Statut de conservation UICN

 CR B1ab(i,ii,iii)+2ab(i,ii,iii) : 
En danger critique
Le Gecko rayé de Poum ou Dierogekko poumensis est une espèce de gecko de la famille des Diplodactylidae, endémique de Nouvelle-Calédonie. C'est une espèce classée dans la catégorie En danger critique d'extinction depuis 2010.

## Répartition

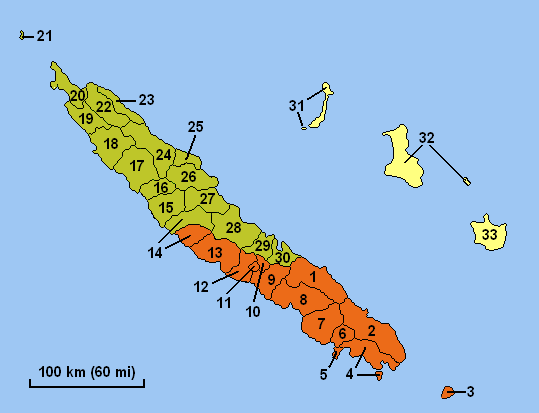
Carte des subdivisions administratives de la Nouvelle-Calédonie, dont Poum en 20.

Cette espèce est endémique de la Province Nord, en Nouvelle-Calédonie. Elle se rencontre sur le sommet Poum, au nord de l'île principale Grande Terre, à des altitudes comprises entre 10 m et 415 m. Sa zone d'occupation est estimée à 8 km2.

## Étymologie
Son nom d'espèce, composé de poum et du suffixe latin -ensis, « qui vit dans, qui habite », lui a été donné en référence au lieu de sa découverte, soit la ville de Poum.

## Statut
Le Gecko rayé de Poum est classé dans la catégorie En danger critique d'extinction depuis 2010 car sa répartition est très restreinte, que son habitat est très fragmenté et que son étendue, sa zone d'occupation, son étendue et sa qualité continuent de décliner. Le plan actuel d'exploitation minière de l'ensemble du plateau du massif du Poum pour le nickel au cours de la prochaine décennie entraînerait la perte d'environ 25 % de l'habitat actuel du Dierogekko poumensis et de certaines des populations les plus denses.. Les feux de forêt constituent une menace majeure sur le massif du Poum et la dégradation de l'habitat est également due aux ongulés introduits, comme le cerf et le porc. La fourmi envahissante, Wasmannia auropunctata, est présente dans les vestiges forestiers fermés et les maquis arbustifs sur le plateau et devrait avoir un impact nuisible sur les geckos, qui sont connus pour décimer les populations de lézards et provoquer des extinctions localisées. Les rongeurs et les chats haret sont nombreux sur le massif du Poum et devraient exercer une pression de prédation.

## Publication originale
- Bauer, Jackman, Sadlier & Whitaker, 2006 : A revision of the Bavayia validiclavis group (Squamata : Gekkota : Diplodactylidae), a clade of New Caledonian geckos exhibiting microendemism. Proceedings of the California Academy of Sciences, vol. 57, n. no 18, p. 503-547 (texte intégral).